# Bộ Cá nhói
Bộ Cá nhói, bộ Cá nhoái, bộ Cá nhái hay bộ Cá kìm (danh pháp khoa học: Beloniformes) là một bộ chứa 6 họ cá vây tia với khoảng 275 loài cá trong 34 chi, sống trong môi trường nước ngọt và nước mặn, bao gồm:
- Adrianichthyidae (cá sóc, tên gọi này chia sẻ chung với nhiều loài trong bộ Cyprinidontiformes): 2 chi, 34 loài.
- Họ Cá nhói (Belonidae): 10 chi, 47 loài.
- Họ Cá chuồn (Exocoetidae): 7 chi, 68 loài.
- Họ Cá kìm (Hemiramphidae): 8 chi, 63 loài.
- Họ Cá thu đao (Scomberesocidae): 2 chi, 5 loài.
- Họ Cá lìm kìm (Zenarchopteridae): 5 chi, 58 loài.

Ngoại trừ các loài trong họ Adrianichthyidae (cá sóc), các loài còn lại có hình dáng thuôn, kích thước trung bình, sống gần mặt nước, với nguồn thức ăn là tảo, sinh vật phù du hay các loài động vật nhỏ hơn khác, kể cả cá. Phần lớn các loài là cá biển, mặc dù một số loài cá trong họ Cá nhói và họ Cá kìm sinh sống trong môi trường nước lợ và nước ngọt.
Bộ này đôi khi được chia ra thành 2 phân bộ, gọi là Adrianichthyoidei và Belonoidei. Phân bộ Adrianichthyoidei chỉ chứa 1 họ là Adrianichthyidae. Nguyên thủy, họ Adrianichthyidae là một phần của bộ Cyprinidontiformes (bộ Cá sóc) và được cho là có quan hệ họ hàng gần với nhiều loài cá killi, nhưng mối quan hệ gần với các dạng cá nhói lại được chỉ ra bằng nhiều đặc trưng khác nhau, như sự thiếu vắng đoạn chằng gần của vòng cung mang, làm cho hàm trên bị cố định hay không thể kéo dài ra được. Phân bộ Belonoidei cũng có thể phân chia tiếp thành 2 siêu họ, gọi là Scomberesocoidea và Exocoetoidea. Siêu họ Scomberesocoidea chứa 2 họ là Belonidae và Scomberesocidae, trong khi Exocoetoidea chứa 2 họ là Exocoetidae, Hemiramphidae.
Tuy nhiên, một số chứng cứ mới gần đây cho thấy các dạng cá chuồn bị xếp lồng vào bên trong phạm vi các dạng cá kìm, còn các dạng cá nhói và cá thu đao bị xếp lồng vào bên trong phạm vi phân họ Zenarchopterinae của họ cá kìm (Hemiramphidae), hiện được công nhận như là một họ riêng của chính chúng là Zenarchopteridae (cá lìm kìm). Các dạng cá thu đao cũng xếp lồng trong phạm vi họ cá nhói (Belonidae).
Các dạng cá trong bộ này thể hiện một loạt các hình thái quai hàm đáng quan tâm. Điều kiện cơ sở trong bộ, ngoại trừ các dạng cá sóc của họ Adrianichthyidae, là hàm dưới thuôn dài ở cá non và cá trưởng thành, như thể hiện ở các dạng cá kìm. Ở cá nhói và cá thu đao, cả hai hàm đều thuôn dài ở cá trưởng thành; các dạng cá non của phần lớn các loài đều phát triển qua "giai đoạn hàm dưới dài hơn và trễ xuống" trước khi có cả hai hàm thuôn dài. Hàm dưới thuôn dài bị mất ở cá trưởng thành và bị mất ở phần lớn cá non của các dạng cá chuồn và một vài chi cá kìm.

## Đặc trưng
Các đặc trưng phái sinh chia sẻ chung của Beloniformes được liệt kê trong Rosen & Parenti (1981) và Parenti (2005) bao gồm:
1. không có xương liên móng;
2. không có sụn liên cung;
3. chỉ có một xương hạ móng duy nhất ở mặt bụng;
4. các xương trên mang thứ hai và thứ ba tương đối nhỏ;
5. định hướng theo chiều dọc của xương hầu mang thứ hai;
6. bộ xương đuôi có đặc trưng là thùy đuôi dưới với nhiều tia chính hơn so với thùy đuôi trên.

Một đặc trưng phái sinh chia sẻ chung được cho là của Beloniformes do Rosen & Parenti (1981) đề xuất, tức là các mép cạnh mặt bụng lớn trên xương sừng mang thứ năm, được Stiassny (1990) giải thích là đặc trưng phái sinh chia sẻ chung của Antherimorphae, và điều này cũng được Parenti (2008) công nhận. Đối với sáu đặc trưng phái sinh chia sẻ chung của Beloniformes ở trên, Parenti (2008) bổ sung đặc trưng thứ bảy: các xương đỉnh cực kỳ nhỏ hoặc không có. Các xương đỉnh không có ở cá sóc trong mọi giai đoạn phát triển. Ở liên họ Exocoetoidea thì các xương đỉnh, khi có mặt là rất nhỏ, được chia tách bởi xương trên chẩm.

## Phát sinh chủng loài
Cây phát sinh chủng loài vẽ theo Lovejoy và ctv (2004).

|  | Exocoetidae                                                 |
|  |                                                             |
|  | Hemiramphidae (Euleptorhamphus, Hemiramphus, Oxyporhamphus) |
|  |                                                             |

|  | Hemiramphidae (Arrhamphus, Hyporhamphus)                                               |
|  |                                                                                        |
|  | \| \| Zenarchopteridae \| \| \| \| \| \| Belonidae, gồm cả Scomberesocidae \| \| \| \| |
|  |                                                                                        |
|  | Zenarchopteridae                                                                       |
|  |                                                                                        |
|  | Belonidae, gồm cả Scomberesocidae                                                      |
|  |                                                                                        |

|  | Zenarchopteridae                  |
|  |                                   |
|  | Belonidae, gồm cả Scomberesocidae |
|  |                                   |

|  | Exocoetidae                                                 |
|  |                                                             |
|  | Hemiramphidae (Euleptorhamphus, Hemiramphus, Oxyporhamphus) |
|  |                                                             |

|  | Hemiramphidae (Arrhamphus, Hyporhamphus)                                               |
|  |                                                                                        |
|  | \| \| Zenarchopteridae \| \| \| \| \| \| Belonidae, gồm cả Scomberesocidae \| \| \| \| |
|  |                                                                                        |
|  | Zenarchopteridae                                                                       |
|  |                                                                                        |
|  | Belonidae, gồm cả Scomberesocidae                                                      |
|  |                                                                                        |

|  | Zenarchopteridae                  |
|  |                                   |
|  | Belonidae, gồm cả Scomberesocidae |
|  |                                   |

|  | Exocoetidae                                                 |
|  |                                                             |
|  | Hemiramphidae (Euleptorhamphus, Hemiramphus, Oxyporhamphus) |
|  |                                                             |

|  | Hemiramphidae (Arrhamphus, Hyporhamphus)                                               |
|  |                                                                                        |
|  | \| \| Zenarchopteridae \| \| \| \| \| \| Belonidae, gồm cả Scomberesocidae \| \| \| \| |
|  |                                                                                        |
|  | Zenarchopteridae                                                                       |
|  |                                                                                        |
|  | Belonidae, gồm cả Scomberesocidae                                                      |
|  |                                                                                        |

|  | Zenarchopteridae                  |
|  |                                   |
|  | Belonidae, gồm cả Scomberesocidae |
|  |                                   |

|  | Exocoetidae                                                 |
|  |                                                             |
|  | Hemiramphidae (Euleptorhamphus, Hemiramphus, Oxyporhamphus) |
|  |                                                             |

|  | Hemiramphidae (Arrhamphus, Hyporhamphus)                                               |
|  |                                                                                        |
|  | \| \| Zenarchopteridae \| \| \| \| \| \| Belonidae, gồm cả Scomberesocidae \| \| \| \| |
|  |                                                                                        |
|  | Zenarchopteridae                                                                       |
|  |                                                                                        |
|  | Belonidae, gồm cả Scomberesocidae                                                      |
|  |                                                                                        |

|  | Zenarchopteridae                  |
|  |                                   |
|  | Belonidae, gồm cả Scomberesocidae |
|  |                                   |